# 东花市大街
东花市大街，是北京市东城区东南部的一条东西向大街。

## 简介
东花市大街东起白桥大街，西至北羊市口街，与西花市大街连接。长1160米。明朝称神木厂大街，清朝称花市大街，因“花市”而得名。明朝末年，在花市大街附近有不少以做纸花为业的家庭作坊。这些作坊白天干活，每日清晨在神木厂大街摆摊出售纸花。此处乃逐渐形成小的纸花集市。《燕京岁时记》记载：“所谓花市者乃妇女插戴之纸花，非时花也。花有通草、绫绢、绰枝、摔头等，颇能混真。”这些小作坊的花摊只在每日清晨摆一小会儿，所以并未形成很正式的集市。清朝初年，该地区出现了全天设摊的商贩，这促进了花市的发展。清朝中叶，此处已发展为店铺、摊商林立的商业街。中华人民共和国成立后，此处的北京绒鸟厂和绢花厂很知名。绒鸟厂生产的绒鸟等绒制品畅销欧美、东南亚的20余个国家和地区。绢花厂的绢花也受到国内外喜爱。北京绢花厂的厂址就在西花市大街以北的花市上三条胡同。因1990年代花市地区危改，厂址迁往北京市朝阳区。
1965年北京市整顿地名时，将吉庆里、铁辘轳把并入，统称东花市大街。铁辘轳把在《京师坊巷志稿》中记作铁辘轳耙，因此有人认为这里有制作铁辘轳和钉耙的作坊，故得名。

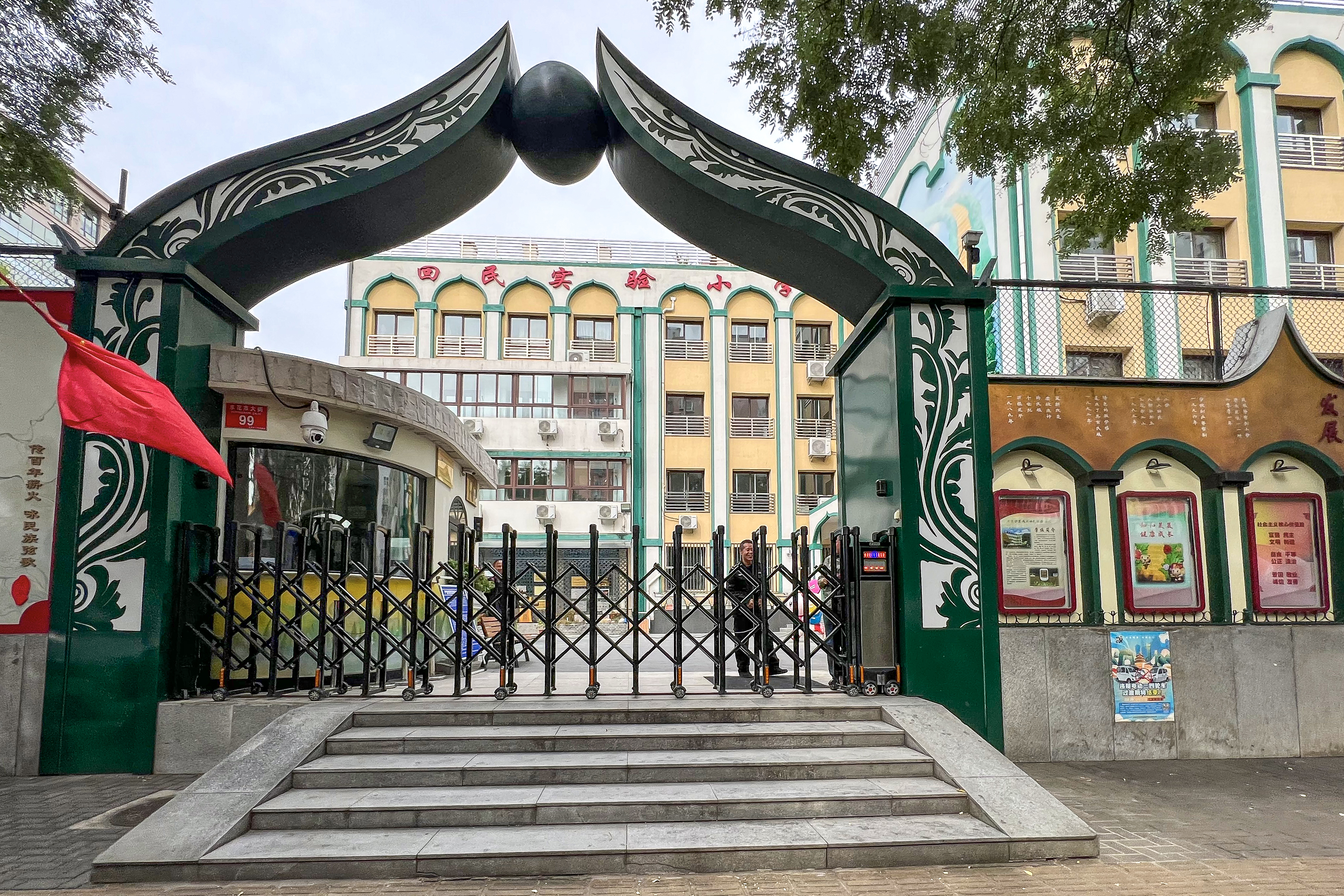
回民实验小学

东花市大街路北原灶君庙处有北京市东城区回民实验小学。灶君庙是明朝创建，清朝康熙年间重修，每年农历八月初一到初三举办庙会，庙会出售日用杂品、农具等。庙内有一株辽金时种植的古杨树。山门外有一对铁狮子。老北京人的歇后语“灶君庙的狮子——铁对”即源于这对铁狮子。中华民国初期，该庙已破败。后由京剧演员马连良、侯喜瑞等人义演筹款，在该庙址兴建了教学楼。1941年称穆德小学。中华人民共和国成立后，更名为北京市崇文区回民小学。2010年崇文区与东城区合并为新的东城区后，该校更名为北京市东城区回民实验小学。
中华民国至中华人民共和国初期，东花市大街上有文盛文具店（以前叫泉成纸店）、沛仁堂中药铺、容贞照相馆、内明远清真饭馆等老字号。内明远清真饭馆是大厂县人铁原寿开的，夏天的烧羊肉最有名，冬季改卖涮羊肉。内明远还经营一家小吃部，由徐明生师傅负责。1990年代内明远正餐部因建设居民小区而停业，但小吃部保留下来并改称丰园回民早点部，后来丰园回民早点部也消失了。
2002年，由幸福大街北口向北直到崇文门东大街，打通新建了一条南北道路，与东花市大街相接，分称北花市大街和南花市大街。
2006年8月，崇文区人民政府宣布，经过10个月的拆迁改建，东花市大街、西花市大街已竣工通车。东花市大街、西花市大街西起崇文门外大街，东到白桥大街，全长1742米，改建前道路仅8米宽，路面坑洼，且东花市大街为单行道，改建后道路拓宽至30米，并建成了双向机动车道。
2013年，北京市对100条胡同街巷进行了绿化景观提升改造，东花市大街是重点之一，经过改造，东花市大街的绿化景观质量有了明显提升。